# Younan Hano
Benedict Qusay Mubarak Abdullah (Younan) Hano (ur. 10 września 1982 w Al-Hamdanijja) – iracki duchowny Kościoła katolickiego obrządku syryjskiego, arcybiskup Mosulu od 2023.

## Życiorys
Święcenia kapłańskie otrzymał 29 czerwca 2011 i został inkardynowany do archieparchii mosulskiej. Był m.in. sekretarzem archieparchy, protosyncelem archieparchii oraz współpracownikiem sądu biskupiego w Irbilu.
W 2022 Synod Kościoła syryjskiego wybrał go na arcybiskupa Mosulu. 7 stycznia 2023 papież Franciszek zatwierdził ten wybór. Sakry udzielił mu 3 lutego 2023 syryjskokatolicki patriarcha Antiochii, Ignacy Józef III Younan.